# Кашаубаев, Амре
Амре Кашаубаев (каз. Әміре Қашаубаев; 1888, с. Кайнар, Каркаралинский уезд, Семипалатинская область, Российская империя — 6 декабря 1934, Алма-Ата, Казахская ССР, СССР) — казахский советский певец (драматический тенор), актёр, музыкант. Один из основоположников казахского национального театрального искусства.

## Биография
Родился в июле 1888 года в селе Кайнар Каркаралинского уезда Семипалатинской области (ныне — Восточно-Казахстанской области Казахстана).
Происходит из рода таракты Среднего жуза.
Начал творческую деятельность с 1917 года. В 1921—1924 годах участвовал в молодёжном просветительско-драматическом кружке «Ес аймак» в Семипалатинске, где в полной мере выявился музыкальный талант Амре Кашаубаева. В 1924 году на смотре народных талантов в Семипалатинске поделил главный приз с Кали Байжановым. В 1925 году одним из первых был принят в группу Казахского театра драмы, в котором дебютировал в роли Жапала в первой постановке трагедии М. О. Ауэзова «Енлик — Кебек» (1926). Он также играл в ролях Коскельды, Койши, Жараса, Акына («Карагоз», «Байбише — токал», «Айман — Шолпан» М. О. Ауэзова), Старика («Подводная лодка» М. Тригера), Хозяина чайханы («Мятеж» Д. А. Фурманова).
В 1934 году Амре Кашаубаев перешёл в Казахский музыкальный театр. Он стал первым советским певцом, который ознакомил Европу с песенным искусством казахского народа. В 1925 году на этнографическом концерте на Всемирной выставке декоративного искусства в Париже (ЭКСПО — 1925) его выступление с исполнением казахских народных песен «Балқадиша», «Ағаш аяқ» («Деревянная нога»), «Канапия», «Жалғыз арша» («Одинокий можжевельник»), «Үш дос» («Три друга») и других было удостоено высоких оценок со стороны слушателей и музыкальных критиков. В 1927 году выступал на Международной выставке "Музыка в жизни народов" во Франкфурте-на-Майне.
Являлся делегатом 5-го съезда Советов Казахстана (Кызыл-Орда, 1925), 4-го Всероссийского съезда Советов (Москва, 1927).
Тем не менее преследовался ГПУ НКВД в связи с подозрениями во встрече с Мустафой Шокаем в Париже и передаче письма от того в СССР алашординцу Ахмету Байтурсынову.
Неожиданно был найден мертвым ночью 6 декабря 1934 года на одной из улиц Алма-Аты, за день до премьеры в главной роли Тулегена в опере «Кыз Жибек» с примой Куляш Байсеитовой в титульной роли. Похоронен на Центральном кладбище Алматы.
С 1950-х годов до 2010 года в здании бывшего Верненского городского женского училища была Детская музыкальная школа № 1 имени Амре Кашаубаева.